# Lissonota admontensis
Lissonota admontensis là một loài tò vò trong họ Ichneumonidae.